# Fried Buzzard
Fried Buzzard è un album live di Lou Donaldson, pubblicato dalla Cadet Records nel 1967. Il disco fu registrato dal vivo il 6 e 7 agosto del 1965 al Bon Ton Club di Buffalo, stato di New York, Stati Uniti.

## Tracce
Lato A
1. Fried Buzzard – 11:18 (Lou Donaldson)
2. Summertime – 5:38 (George Gershwin, Ira Gershwin, DuBose Heyward)
3. Peck Time – 3:10 (Lou Donaldson)

Lato B
1. The Thang – 8:11 (Lou Donaldson)
2. Comments – 0:23
3. The Best Things in Life Are Free – 6:02 (Lew Brown, Buddy De Sylva, Ray Henderson)
4. Wee – 3:03 (Denzil Best)

## Musicisti
Lou Donaldson Quintet
- Lou Donaldson - sassofono alto, flauto
- Bill Hardman - tromba
- Warren Stephens - chitarra
- Billy Gardner - organo
- Leo Morris - batteria